# Pływanie na Letnich Igrzyskach Olimpijskich 2004 – 200 m stylem klasycznym mężczyzn
200 m stylem klasycznym mężczyzn – jedna z konkurencji pływackich, które odbyły się podczas XXVIII Igrzysk Olimpijskich. Eliminacje i półfinał miały miejsce 17 sierpnia, a finał 18 sierpnia. 
Złoty medal zdobył reprezentant Japonii Kōsuke Kitajima, w finale ustanawiając nowy rekord olimpijski (2:09,44). Srebro wywalczył 
 15-letni Węgier Dániel Gyurta, który uzyskał czas 2:10,80. Brązowy medal przypadł rekordziście świata w tej konkurencji Brendanowi Hansenowi ze Stanów Zjednoczonych (2:10,87).

## Terminarz
Wszystkie godziny podane są w czasie greckim (UTC+03:00) oraz polskim (CEST).
| Data             | Godzina rozpoczęcia | Godzina rozpoczęcia |            |
| Data             | UTC+03:00           | CEST                |            |
| ---------------- | ------------------- | ------------------- | ---------- |
| 17 sierpnia 2004 | 10:45               | 09:45               | Eliminacje |
| 17 sierpnia 2004 | 20:18               | 19:18               | Półfinały  |
| 18 sierpnia 2004 | 19:30               | 18:30               | Finał      |

## Rekordy
Przed zawodami rekord świata i rekord olimpijski wyglądały następująco:
| Rekord            | Zawodnik       | Czas    | Miejsce    | Data          |
| ----------------- | -------------- | ------- | ---------- | ------------- |
| Rekord świata     | Brendan Hansen | 2:09,04 | Long Beach | 11 lipca 2004 |
| Rekord olimpijski | Mike Barrowman | 2:10,16 | Barcelona  | 29 lipca 1992 |

W trakcie zawodów ustanowiono następujące rekordy:
| Data        | Etap konkurencji | Zawodnik        | Czas    | Rekord |
| ----------- | ---------------- | --------------- | ------- | ------ |
| 18 sierpnia | finał            | Kōsuke Kitajima | 2:09,44 | OR     |

## Wyniki

### Eliminacje
| Miejsce | Wyścig | Tor | Zawodnik               | Państwo           | Czas      | Uwagi |
| ------- | ------ | --- | ---------------------- | ----------------- | --------- | ----- |
| 1.      | 6      | 2   | Dániel Gyurta          | Węgry             | 2:11,29   | Q     |
| 2.      | 4      | 4   | Kōsuke Kitajima        | Japonia           | 2:11,97   | Q     |
| 3.      | 4      | 5   | Paolo Bossini          | Włochy            | 2:12,09   | Q     |
| 4.      | 4      | 3   | Mike Brown             | Kanada            | 2:12,69   | Q     |
| 5.      | 6      | 4   | Brendan Hansen         | Stany Zjednoczone | 2:12,77   | Q     |
| 6.      | 5      | 8   | Vladislav Polyakov     | Kazachstan        | 2:12,96   | Q     |
| 7.      | 6      | 3   | Ian Edmond             | Wielka Brytania   | 2:13,08   | Q     |
| 8.      | 5      | 3   | Grigorij Falko         | Rosja             | 2:13,45   | Q     |
| 9.      | 5      | 5   | Scott Usher            | Stany Zjednoczone | 2:13,59   | Q     |
| 10.     | 6      | 5   | Jim Piper              | Australia         | 2:13,79   | Q     |
| 11.     | 5      | 6   | Genki Imamura          | Japonia           | 2:14,10   | Q     |
| 12.     | 4      | 1   | Terence Parkin         | Południowa Afryka | 2:14,12   | Q     |
| 13.     | 5      | 2   | Maxim Podoprigora      | Austria           | 2:14,31   | Q     |
| 14.     | 6      | 7   | Richárd Bodor          | Węgry             | 2:14,36   | Q     |
| 15.     | 2      | 4   | Lai Zhongjian          | Chiny             | 2:14,61   | Q     |
| 16.     | 4      | 6   | Chris Cook             | Wielka Brytania   | 2:14,68   | Q     |
| 17.     | 5      | 4   | Dmitrij Komornikow     | Rosja             | 2:14,92   |       |
| 18.     | 4      | 8   | Jens Kruppa            | Niemcy            | 2:15,29   |       |
| 19.     | 3      | 2   | Ratapong Sirisanont    | Tajlandia         | 2:15,39   |       |
| 20.     | 3      | 3   | Walerij Dymo           | Ukraina           | 2:15,52   |       |
| 21.     | 3      | 4   | Jakob Jóhann Sveinsson | Islandia          | 2:15,60   |       |
| 22.     | 6      | 8   | Michael Wiliamson      | Irlandia          | 2:15,75   |       |
| 23.     | 4      | 2   | Regan Harrison         | Australia         | 2:15,86   |       |
| 24.     | 2      | 1   | Eduardo Fischer        | Brazylia          | 2:16,04   |       |
| 25.     | 5      | 1   | Hugues Duboscq         | Francja           | 2:16,56   |       |
| 26.     | 5      | 7   | Thijs van Valkengoed   | Holandia          | 2:16,80   |       |
| 27.     | 6      | 1   | Martin Gustavsson      | Szwecja           | 2:17,12   |       |
| 28.     | 2      | 5   | Michaił Aleksandrow    | Bułgaria          | 2:17,19   |       |
| 29.     | 6      | 6   | Morgan Knabe           | Kanada            | 2:17,20   |       |
| 30.     | 3      | 6   | Daniel Málek           | Czechy            | 2:17,47   |       |
| 31.     | 2      | 6   | Sofiane Daid           | Algieria          | 2:17,78   |       |
| 32.     | 3      | 7   | Aleksander Baldin      | Estonia           | 2:17,90   |       |
| 33.     | 3      | 8   | Romanos Alyfantis      | Grecja            | 2:18,18   |       |
| 34.     | 2      | 8   | Andrey Morkovin        | Uzbekistan        | 2:18,48   |       |
| 35.     | 1      | 3   | Bradley Ally           | Barbados          | 2:18,64   |       |
| 36.     | 2      | 2   | Emil Tahirovič         | Słowenia          | 2:18,65   |       |
| 37.     | 3      | 1   | Vanja Rogulj           | Chorwacja         | 2:18,81   |       |
| 38.     | 1      | 1   | Miguel Molina          | Filipiny          | 2:19,19   |       |
| 39.     | 2      | 3   | Ben Labowitch          | Nowa Zelandia     | 2:19,25   |       |
| 40.     | 4      | 7   | Loris Facci            | Włochy            | 2:19,38   |       |
| 41.     | 2      | 7   | Tam Chi Kin            | Hongkong          | 2:19,48   |       |
| 42.     | 1      | 4   | Wang Wei-wen           | Chińskie Tajpej   | 2:20,65   |       |
| 43.     | 1      | 5   | Malick Fall            | Senegal           | 2:22,31   |       |
| 44.     | 1      | 2   | Edvinas Dautartas      | Litwa             | 2:23,12   |       |
| 45.     | 1      | 7   | Sergiu Postica         | Mołdawia          | 2:27,21   |       |
| 46.     | 1      | 6   | Anton Kramarenko       | Kirgistan         | 2:28,59   |       |
| 47. !   | 3      | 5   | Jarno Pihlava          | Finlandia         | 9:99,99 ! | DNS   |

### Półfinały

#### Półfinał 1
| Miejsce | Tor | Zawodnik           | Państwo           | Czas    | Uwagi |
| ------- | --- | ------------------ | ----------------- | ------- | ----- |
| 1.      | 4   | Kōsuke Kitajima    | Japonia           | 2:10,86 | Q     |
| 2.      | 5   | Mike Brown         | Kanada            | 2:12,14 | Q     |
| 3.      | 3   | Vladislav Polyakov | Kazachstan        | 2:12,19 | Q     |
| 4.      | 2   | Jim Piper          | Australia         | 2:12,22 | Q     |
| 5.      | 6   | Grigorij Falko     | Rosja             | 2:12,42 |       |
| 6.      | 1   | Richárd Bodor      | Węgry             | 2:12,76 |       |
| 7.      | 7   | Terence Parkin     | Południowa Afryka | 2:13,58 |       |
| 8.      | 8   | Chris Cook         | Wielka Brytania   | 2:15,91 |       |

#### Półfinał 2
| Miejsce | Tor | Zawodnik          | Państwo           | Czas      | Uwagi |
| ------- | --- | ----------------- | ----------------- | --------- | ----- |
| 1.      | 4   | Dániel Gyurta     | Węgry             | 2:10,75   | Q     |
| 2.      | 3   | Brendan Hansen    | Stany Zjednoczone | 2:10,81   | Q     |
| 3.      | 5   | Paolo Bossini     | Włochy            | 2:11,76   | Q     |
| 4.      | 2   | Scott Usher       | Stany Zjednoczone | 2:12,00   | Q     |
| 5.      | 7   | Genki Imamura     | Japonia           | 2:12,86   |       |
| 6.      | 1   | Maxim Podoprigora | Austria           | 2:14,66   |       |
| 7.      | 8   | Lai Zhongjian     | Chiny             | 2:14,94   |       |
| 8. !    | 6   | Ian Edmond        | Wielka Brytania   | 9:99,99 ! | DSQ   |

### Finał
| Miejsce | Tor | Zawodnik           | Państwo           | Czas      | Uwagi |
| ------- | --- | ------------------ | ----------------- | --------- | ----- |
| 1. !    | 3   | Kōsuke Kitajima    | Japonia           | 2:09,44   | OR    |
| 2. !    | 4   | Dániel Gyurta      | Węgry             | 2:10,80   |       |
| 3. !    | 5   | Brendan Hansen     | Stany Zjednoczone | 2:10,87   |       |
| 4.      | 6   | Paolo Bossini      | Włochy            | 2:11,20   |       |
| 5.      | 1   | Vladislav Polyakov | Kazachstan        | 2:11,76   |       |
| 6.      | 7   | Mike Brown         | Kanada            | 2:11,94   |       |
| 7.      | 2   | Scott Usher        | Stany Zjednoczone | 2:11,95   |       |
| 8. !    | 8   | Jim Piper          | Australia         | 9:99,99 ! | DSQ   |